# IP Verpackungen
Die Firma IP Verpackungen in Aldenhoven, Kreis Düren, Nordrhein-Westfalen, ist Europas größter Hersteller von Verpackungen für den To-go-Bereich.
Die 1978 als Indeplastik in Inden gegründete Firma stellte zunächst Behälter und Verpackungen für Kosmetik und Medikamente her. Wegen des Braunkohletagebaus siedelte das Unternehmen nach Aldenhoven um, wo heute Verpackungen aus geschäumtem Polystyrol (XPS) und Polypropylen (XPP) hergestellt werden. Der Vorteil dieser geschäumten Produkte besteht in der Reduktion von Kunststoffmengen, da diese Materialien zu bis zu 90 % aus Luft bestehen. Durch ihre Recyclebarkeit leisten sie zudem einen bedeutenden Beitrag zur Kreislaufwirtschaft (Circular Economy).
Trotz nur 170 Mitarbeitern und einem Jahresumsatz von rund 45 Millionen Euro ist IP Verpackungen in ihrem Marktsegment der größte Hersteller in Europa. Derzeit wird in der neuen Versuchshalle an der Entwicklung von Bio-Verpackungen gearbeitet. Außerdem werden bei IP Verpackungen Siegelmaschinen-Systeme für Ein- und Mehrwegverpackungen hergestellt.
Im Mai 2021 übernahm IP Verpackungen die Papierfabrik Zerkall und begann die Entwicklung innovativer und nachhaltiger Verpackungslösungen auf Faserbasis. Die Produktion soll im Jahr 2024 starten. Auf dem Gelände in Aldenhoven wurde eine neue Halle mit drei Maschinen für die Herstellung von Zellstoffverpackungen aus Altpapier errichtet.
2022 wurde eine der größten PV-Aufdachanlagen in Nordrhein-Westfalen mit etwa 4000 Modulen und einer Leistung von 1,65 Megawatt auf den Dächern von IP Verpackungen installiert. Diese Anlage soll bis zu 75 Prozent des Spitzenbedarfs und rund 20 Prozent des Jahresbedarfs des Unternehmens abdecken.
Zusammen mit dem Hygienepapierunternehmen WEPA aus Arnsberg und der Papierfabrik Zerkall aus Hürtgenwald treibt IP Verpackungen die Forschung zur industriellen Anwendung pflanzlicher Fasern weiter voran. Der Standort dieser Forschung ist Zerkall.